# Selección femenina de baloncesto de la República Democrática del Congo
La selección femenina de baloncesto de la República Democrática del Congo es el equipo de baloncesto que representa a República Democrática del Congo en las competiciones internacionales organizadas por la Federación Internacional de Baloncesto (FIBA) o el Comité Olímpico Internacional (COI): los Juegos Olímpicos y Campeonato mundial de baloncesto especialmente. Ha conseguido 8 medallas en AfroBasket femenino en 14 participaciones.

## Resultados

### Olimpiadas
- 1996 - 12º

### Mundiales
- 1983 - 14°
- 1990 - 15º
- 1998 - 16º

- Datos: Q14473034